# Antoni Condal
Antoni Condal (Barcelona, 1745 - 1804) va ser un metge, botànic i naturalista català. Natural de Barcelona, participà com a naturalista, juntament amb Benet Paltor i Fiter, acompanyant al botànic Pehr Loefling en l'expedició organitzada el 1754 a l'Orinoco per fixar els límits de les possessions espanyoles i portugueses a l'àrea sud-americana, on també es preveien treballs de caràcter científic relacionats amb la història natural de l'àrea compresa entre l'Orinoco i el riu Amazones. Va formar part de l'equip del botànic suec, a les ordres de Loefling. Com altres membres de l'expedició, després de la mort el febrer de 1756, Condal va desertar.
Els botànics Hipólito Ruiz López i José Antonio Pavón van descriure i batejaren en honor d'Antoni Condal el gènere Condalia. Descrigueren aquest gènere el 1794 en la seva obra Florae peruvianae, et chilensis prodromus i feren constar que el dedicaven a Antoni Condal: «Género dedicado á Don Antonio Condal, Médico Catalan, discípulo de Pedro Loefling, y uno de sus dos compañeros en el viaje al Orinoco».